# My Name Is Prince
My Name Is Prince è il secondo singolo estratto dal quattordicesimo album in studio del cantautore Prince Love Symbol.
Il brano contiene, nella parte iniziale, diversi campionamenti provenienti da alcuni suoi brani precedenti: I Wanna Be Your Lover, Partyup e Controversy.
Il brano presenta una forte influenza del genere Hip-Hop.
Il maxi-singolo ha raggiunto la posizione numero 36 della Billboard Hot 100, rimanendovi undici settimane.